# Thyllen

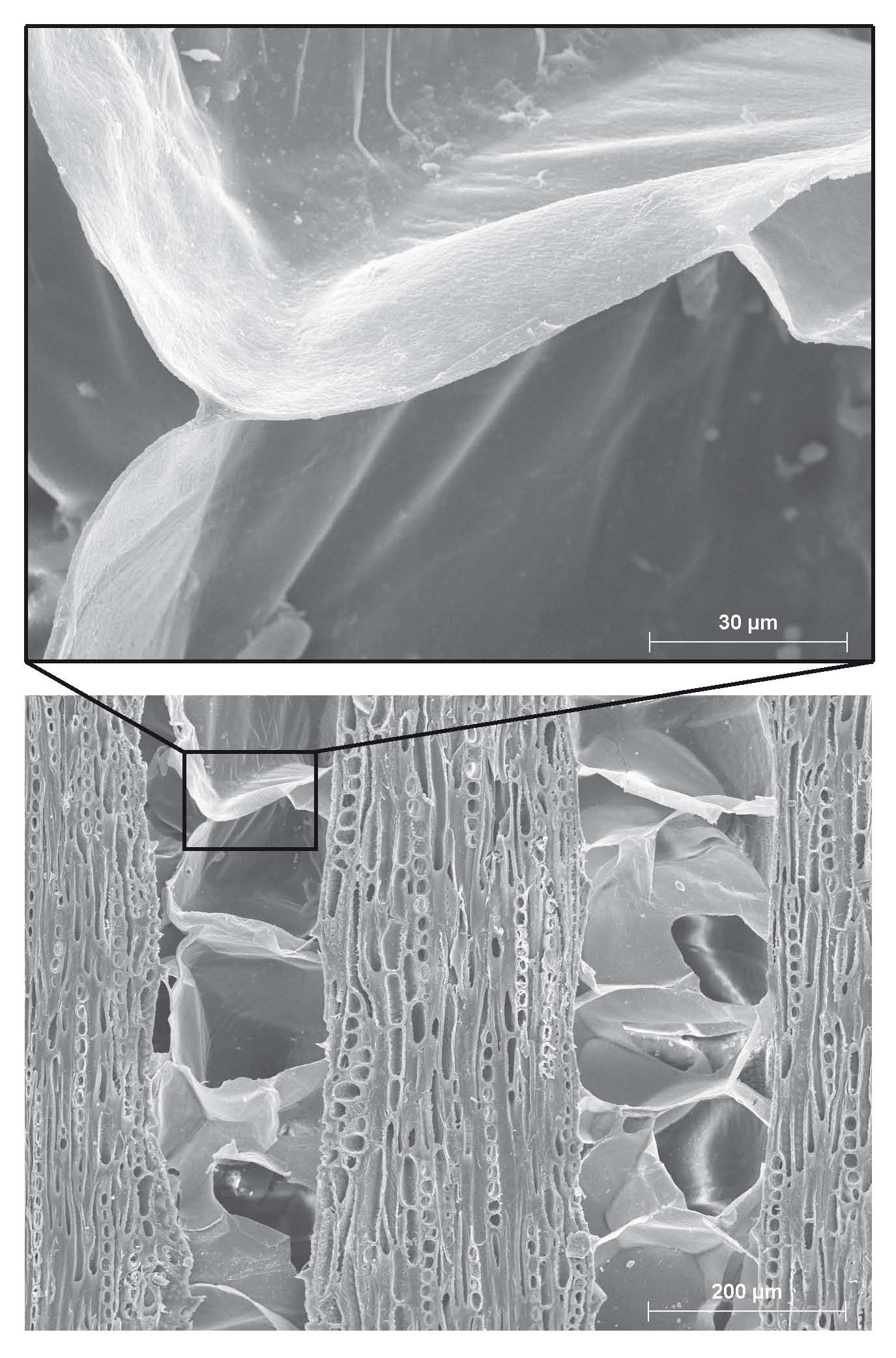
SEM foto's van houtvaten van de wintereik (Quercus petraea) geblokkeerd door thyllen, uit Rosenthal, M.; Bäucker, E. (2013) "Zur Anatomie des Holzes der Weiß-Eichen. Rasterelektronenmikroskopische Bildtafeln zu den drei holzanatomischen Schnittrichtungen." Holz-Zentralblatt, vol. 139, nr. 11, p. 278

Thyllen zijn uitstulpingen van parenchymcellen in de houtvaten van sommige bedektzadige plantensoorten. Bij schade aan een deel van de plant of als er een infectie plaatsvindt, sluiten thyllen deze vaten af, zodat de schade zich niet verspreidt naar de rest van de plant.
In sommige boomsoorten spelen thyllen ook een rol bij verkerning van spinthout tot kernhout door de vaten af te sluiten.